# James Fitzpatrick
James Paul "Jim" Fitzpatrick (Los Angeles, Califòrnia, 2 de juny de 1892 - San Marino, Califòrnia, 9 d'octubre de 1973) va ser un jugador de rugbi a 15 estatunidenc que va competir a començaments del segle xx.
El 1920 va ser seleccionat per jugar amb la selecció dels Estats Units de rugbi a 15 que va prendre part en els Jocs Olímpics d'Anvers, on guanyà la medalla d'or.